# Resolutie 1209 Veiligheidsraad Verenigde Naties
Resolutie 1209 van de Veiligheidsraad van de Verenigde Naties werd op 19 november 1998 unaniem aangenomen door de VN-Veiligheidsraad. De Veiligheidsraad vroeg dat internationaal zou worden samengewerkt tegen de wapenhandel naar en in Afrika. Op dezelfde dag werd ook resolutie 1208 aangenomen, over de veiligheid van vluchtelingenkampen in Afrika.

## Achtergrond
Midden jaren 1990 waren op het Afrikaanse continent verscheidene gewapende conflicten ontstaan of nog gaande. Zo onder meer in Angola, Burundi, de Centraal-Afrikaanse Republiek, Rwanda, de Westelijke Sahara en Zaïre. Vele andere landen op het continent hadden recent een conflict achter de rug.

## Inhoud
De Veiligheidsraad overwoog opnieuw een rapport van secretaris-generaal Kofi Annan over de conflicten en duurzame vrede in Afrika. Illegale wapentrafiek was hier nauw aan verbonden en
daarin speelden ook commerciële en politieke belangen hun rol. Afrikaanse landen hadden wel het recht wapens te verwerven voor hun nationale veiligheid en ordehandhaving. Zwitserland had aangeboden een conferentie te houden in Genève over illegale wapentrafiek. In Wenen werd al onderhandeld over een conventie tegen internationale misdaad, waaronder wapenhandel. Verder hadden landen en internationale organisaties,
zoals de ECOWAS, al initiatieven genomen tegen wapenhandel.
De Veiligheidsraad was bezorgd om de omvangrijke illegale wapentrafiek, en vooral kleine vuurwapens in Afrika, en de bedreiging die ze vormden voor de veiligheid, ontwikkeling en humanitaire situatie. De Afrikaanse landen
werden aangemoedigd om wapenwetten in te voeren. Ook was het belangrijk dat alle lidstaten, en vooral die waar wapens werden gemaakt, wapendoorvoer naar landen waar ze conflicten konden voeden beperkten. Verder werd de secretaris-generaal aangemoedigd manieren te zoeken om wapenhandelaars die tegen nationale wetgevingen of embargo's handelden op te sporen en internationale samenwerking ter zake te promoten. Ook kon hij bekijken hoe in Afrika een programma voor de inzameling en vernietiging van wapens kon worden opgezet.
Lijst ·  1147 ·  1148 ·  1149 ·  1150 ·  1151 ·  1152 ·  1153 ·  1154 ·  1155 ·  1156 ·  1157 ·  1158 ·  1159 ·  1160 ·  1161 ·  1162 ·  1163 ·  1164 ·  1165 ·  1166 ·  1167 ·  1168 ·  1169 ·  1170 ·  1171 ·  1172 ·  1173 ·  1174 ·  1175 ·  1176 ·  1177 ·  1178 ·  1179 ·  1180 ·  1181 ·  1182 ·  1183 ·  1184 ·  1185 ·  1186 ·  1187 ·  1188 ·  1189 ·  1190 ·  1191 ·  1192 ·  1193 ·  1194 ·  1195 ·  1196 ·  1197 ·  1198 ·  1199 ·  1200 ·  1201 ·  1202 ·  1203 ·  1204 ·  1205 ·  1206 ·  1207 ·  1208 ·  1209 ·  1210 ·  1211 ·  1212 ·  1213 ·  1214 ·  1215 ·  1216 ·  1217 ·  1218 ·  1219